# U-1 (1935)
| U-1                        | U-1                                                | U-1                                                |
| -------------------------- | -------------------------------------------------- | -------------------------------------------------- |
|                            |                                                    |                                                    |
|                            |                                                    |                                                    |
|                            |                                                    |                                                    |
| Під прапором               | Третій Рейх                                        | Третій Рейх                                        |
| Порт приписки              | Кіль Вільгельмсгафен                               | Кіль Вільгельмсгафен                               |
| Спуск на воду              | 15 червня 1935                                     | 15 червня 1935                                     |
| Виведений зі складу флоту  | травень 1940                                       | травень 1940                                       |
| Сучасний статус            | загинув на мінах                                   | загинув на мінах                                   |
| Проєкт                     |                                                    |                                                    |
| Тип ПЧ                     | Малий ДПЧ                                          | Малий ДПЧ                                          |
| Основні характеристики     |                                                    |                                                    |
| Швидкість (надводна)       | 13 вузлів                                          | 13 вузлів                                          |
| Швидкість (підводна)       | 6,9 вузла                                          | 6,9 вузла                                          |
| Гранична глибина занурення | 120 м                                              | 120 м                                              |
| Екіпаж                     | 22—24 особи                                        | 22—24 особи                                        |
| Розміри                    |                                                    |                                                    |
| Довжина найбільша (по КВЛ) | 40,9 м                                             | 40,9 м                                             |
| Ширина корпусу найб.       | 4,08 м                                             | 4,08 м                                             |
| Висота                     | 8,6 м                                              | 8,6 м                                              |
| Середня осадка (по КВЛ)    | 3,83 м                                             | 3,83 м                                             |
| Водотоннажність надводна   | 254 т                                              | 254 т                                              |
| Озброєння                  |                                                    |                                                    |
| Артилерія                  | 1 × 2 cm/65 C/30 (1000 снарядів)                   | 1 × 2 cm/65 C/30 (1000 снарядів)                   |
| Торпедно- мінне озброєння  | 3 TA 5 торпед або 18 мін (за іншими даними ТМА 12) | 3 TA 5 торпед або 18 мін (за іншими даними ТМА 12) |

U-1 — німецький підводний човен типу IIA часів Другої світової війни.

## Історія
Замовлення на будівництво човна був віддане 2 лютого 1935 року. Човен був закладений 11 лютого 1935 року на верфі Дойче Верке в Кілі під будівельним номером 236, спущений на воду 15 червня 1935 року, 29 червня 1935 року U-1 під командуванням капітан-лейтенанта Клауса Еверта увійшов до складу навчальної флотилії підводних човнів (Unterseebootsschulflottille), використовувався як навчальний.
З 1 березня 1940 року увійшов до числа бойових човнів. Зробив два бойових походи, успіхів не досяг. 6 квітня 1940 року U-1 підірвався на мінах, виставлених в Північному морі британськими есмінцями «Еск», «Експрес», «Ікарус» і «Імпульсів». Усі 24 члени екіпажу загинули. Довгий час вважалося, що U-1 був потоплений 16 квітня 1940 року британською субмариною «Попос», але тій атаці піддався U-3, який втік без пошкоджень.

## Командири човна
- Капітан-лейтенант Клаус Еверт (29 червня 1935 — 30 вересня 1936)
- Капітан-лейтенант Александер Гелар (1 жовтня 1936 — 2 лютого 1938)
- Корветтен-капітан Юрген Деке (29 жовтня 1938 — 6 квітня 1940)